# 아치 카오
아치 카오(Archie Kao, 1969년 12월 14일 ~ )는 미국의 배우이다.

## 출연 작품

### 드라마
- CSI 과학수사대

### 영화
- 고검기담: 소명신검의 부활
- 재호니